# رئیس انجمن
رئیس انجمن (انگلیسی: Leader of Rebellion) (به هندی: Kalaga Thalaivan) فیلم اکشن دلهره‌آور هندی تامیل-زبان، محصول سال۲۰۲۲ است که توسط ماگیژ تیرومنی (Magizh Thirumeni) کارگردانی شد و توسط اودایانیدی استالین تحت نشان رد گاینت موویز ساخته شد. بازیگران اصلی فیلم اودایانیدی استالین، آرُو، نیدی آگروال و کالایاراسان هستند. بیشتر پلان‌های فیلم در چنای بود.
این فیلم در روز ۱۸ نوامبر ۲۰۲۲ اکران گردید و در مجموع، نظرات مثبت منتقدان را دریافت کرد و در گیشه فروش به فیلم تجاری موفق تبدیل شد.